# Giorgio Sorial
Giorgio Girgis Sorial (Brescia, 12 luglio 1983) è un dirigente d'azienda, politico e dirigente pubblico italiano.

## Biografia
Nato a Brescia, figlio di genitori di origine egiziana di famiglia cristiana copta ortodossa, si è diplomato all'Istituto Tecnico Industriale Statale "B. Castelli" della stessa città. Si è laureato in Ingegneria all'Università degli Studi di Brescia con una tesi sperimentale sulla normativa 2002/95/CE (RoHS).
Ha lavorato per anni nel campo dell'ingegneria dell'automazione, occupandosi della progettazione e certificazione di sistemi industriali complessi per un'azienda leader nella produzione di grandi impianti robot tecnologicamente avanzati, passando molto tempo all'estero (Francia, Svizzera). 
Gli viene poi affidato il ruolo di Export Area Manager EMEA
in un gruppo industriale operante a livello internazionale con la responsabilità dell'espansione delle attività del gruppo all'estero, nonché lo sviluppo delle attività fieristiche e di promozione internazionale. 
Nel 2010 si trasferisce a Dublino per ricoprire il ruolo di Business Operation Manager in un'azienda irlandese. 
Parallelamente all'attività professionale in Irlanda intraprende ulteriori studi post universitari, conseguendo nel 2011 un MBA, Master of Business Administration presso il Trinity College di Dublino. Durante gli studi si specializza in particolar modo in Corporate Financial Management, Quantitative Analysis, International Business, Human Resource Management e Negotiations.
Prosegue la sua attività professionale come esperto in processi direzionali e organizzazione strategica delle grandi imprese internazionali, occupandosi anche di alta formazione aziendale.
Nel 2012 diventa Senior Consultant in una grande azienda multinazionale operante nella consulenza globale direzionale e di servizi strategici per le grandi imprese, nella sede di Dublino. 
Nel 2013 viene eletto deputato. Qui viene eletto Vicepresidente della Commissione speciale per l'esame degli atti urgenti presentati dal Governo e in seguito Vicepresidente della Commissione bilancio.
É membro dell'Unione Interparlamentare (IPU) dove rappresenta l'Italia ed è anche membro della organizzazione internazionale Assemblea Parlamentare del Mediterraneo (PAM), che ricopre il ruolo di osservatore presso l'Assemblea generale delle Nazioni Unite. 
Dal 2018 è stato Vice Capo di Gabinetto del Ministero dello Sviluppo. 
Dal 2019 è amministratore di Marina di Portisco SPA, società a partecipazione pubblica operante nella gestione dell'omonimo porto turistico situato nel Golfo di Cugnana ad Olbia.

## Attività politica
Nel 2009 si iscrive al Meetup Amici di Beppe Grillo di Brescia. Nel 2010 è candidato come consigliere regionale per il Movimento 5 Stelle alle elezioni regionali lombarde del 2010.
Alle elezioni politiche del 2013 viene eletto deputato della XVII legislatura della Repubblica Italiana nella circoscrizione IV Lombardia 2 per il Movimento 5 Stelle.
Ha fatto parte della Commissione Speciale per l'esame degli atti del Governo, di cui viene eletto vicepresidente e in seguito della Commissione della V Commissione Bilancio, tesoro e programmazione, di cui diviene vicepresidente. È stato inoltre componente della commissione parlamentare per l'Infanzia e l'adolescenza.
Dal 5 agosto 2015 e fino al 5 dicembre 2015 è stato il capogruppo del Movimento 5 Stelle alla Camera dei Deputati.
Tra le sue proposte di legge figura "Disposizioni in materia di acquisto e dismissione delle autovetture di servizio o di rappresentanza delle pubbliche amministrazioni" ossia l'abolizione delle cosiddette auto blu, approvata alla Camera dei Deputati in data 15 marzo 2016 e la proposta di legge di modifica alla legge 24 dicembre 2012, n. 243, in materia di equilibrio dei bilanci e ricorso all'indebitamento per operazioni relative alle partite finanziarie.
Impegnato anche su altri fronti non prettamente economico-finanziari, è intervenuto in svariate occasioni per denunciare l'inquinamento ambientale di Brescia, arrivando a portare nell'aula di Montecitorio un campione di acqua inquinata da Cromo esavalente.
Alle elezioni politiche del 2018 è candidato alla Camera nel collegio uninominale di Brescia.
Viene in seguito incaricato come Vice capo di Gabinetto del Ministero dello Sviluppo Economico.

## Controversie
Nel gennaio 2014 definisce il presidente Napolitano "...un boia; che sta avallando una serie di azioni per cucire la bocca all'opposizione...". Viene, quindi, indagato dalla Procura di Roma per vilipendio.;; Assolto nel 2020 con formula piena perché il fatto non sussiste.; ;